# 川根町笹間下
川根町笹間下（かわねちょうささましも）は静岡県島田市の大字。

## 地理
島田市の北部、川根地区の中東部に位置する。東で川根町笹間上、西で榛原郡川根本町地名、南で笹間下及び川根町上河内、北で榛原郡川根本町下泉と接する。

### 河川
- 笹間川

### 字一覧
- 桑ノ山（くわのやま
- ケイノウ
- 高日向（たかひなた）
- 竹島（たけじま）
- 日向（ひなた）
- 三並（みならび）

## 歴史

### 沿革
- 1876年（明治9年） - 志太郡笹間村が笹間上村と同郡笹間下村に分かれる。
- 1889年（明治22年）4月1日 - 町村制の施行により、笹間下村が笹間上村と合併する。再度、志太郡笹間村となる[WEB 6]。旧村名は笹間村の大字として残る[WEB 7]。
- 1955年（昭和30年）
  - 2月26日 – 笹間村が榛原郡下川根村に編入される。
  - 4月1日 – 町制施行を行い、川根町となる。笹間下の一部が島田市に編入される（現：島田市笹間下）。
- 2008年（平成20年）4月1日 – 川根町が島田市に編入される。住所表記が島田市川根町笹間下に変更となる。上河内地区については川根町上河内となる[WEB 8]。

## 施設
- 曹洞宗 龍光院

## 交通

### バス
- 島田市コミュニティバス笹間渡笹間線：（家山駅前 方面 - ）丸山 - 五軒屋 - 桑の山 - 日向 - 高日向 - 三並 - 竹島（ - 日掛 方面）

### 道路
- 静岡県道63号藤枝天竜線

## その他

### 学区
小学校・中学校の学区は以下の通りである。
| 番・番地等 | 小学校             | 中学校             |
| ---------- | ------------------ | ------------------ |
| 全域       | 島田市立川根小学校 | 島田市立川根中学校 |

### 警察
警察の管轄区域は以下の通りである。
| 番・番地等 | 警察署     | 交番・駐在所     |
| ---------- | ---------- | ---------------- |
| 各一部     | 島田警察署 | 川根町交番       |
| 各一部     | 島田警察署 | 地名警察官駐在所 |

### WEB
1. ↑  “h02_22.csv”.   総務省 (2022年2月10日). 2025年7月16日閲覧。
2. ↑  “静岡県島田市川根町笹間下 (222099040)”.   人文学オープンデータ共同利用センター. 2025年7月16日閲覧。
3. ↑  “静岡県 > 島田市の郵便番号一覧 - 日本郵便株式会社”.   日本郵便. 2025年7月16日閲覧。
4. ↑  “市外局番の一覧”.   総務省 (2022年3月1日). 2025年7月16日閲覧。
5. ↑  “事業所案内及び管轄地域（事務所3件、分室3件）”.   一般社団法人静岡県自動車会議所. 2025年7月16日閲覧。
6. ↑  “historyofcities.pdf”.   静岡県総務部合併推進室・財団法人静岡県市町村振興協会. 2025年7月16日閲覧。
7. ↑  “解説ページ”.   株式会社エア. 2025年7月16日閲覧。
8. ↑  “川根地区の住所の表示について - 島田市公式ホームページ”.   島田市. 2025年7月16日閲覧。
9. ↑  “学区一覧 - 島田市公式ホームページ”.   島田市 (2024年4月1日). 2025年7月16日閲覧。
10. ↑  “川根町交番｜静岡県警察”.   静岡県警察 (2023年7月18日). 2025年7月16日閲覧。
11. ↑  “地名駐在所｜静岡県警察”.   静岡県警察 (2023年7月18日). 2025年7月16日閲覧。